# Геронтий (митрополит Московский)
Митрополи́т Геро́нтий (ум. 28 мая 1489, Москва) — митрополит Московский и всея Руси с 29 июня [7 июля] 1473 года. Канонизирован Русской церковью в лике святителей, память совершается 28 мая (10 июня).

## Биография
Незадолго до 1445 года стал настоятелем Симонова московского в честь Успения Пресвятой Богородицы мужского монастыря.
В 1447 году возведён в сан архимандрита.
Был участником Собора в Москве, направившего Дмитрию Шемяке грамоту с требованием примириться с Василием II и с угрозой отлучения от Церкви в случае неповиновения Собору.
В 1453 году хиротонисан во епископа Коломенского.
29 июня [7 июля] 1473 года, по смерти митрополита Филиппа, был возведён в сан митрополита Московского и всея Руси.
Время его было ознаменовано интенсивным строительством храмов и иных зданий в ведомстве митрополичьей кафедры: был заново отстроен митрополичий дом; в 1484 году был заложен каменный митрополичий собор Ризы Положения, который был освящён им в 1486 году; было завершено строительство нынешнего здания Успенского собора.
Часто конфликтовал с Московским великим князем Иоанном Васильевичем по церковным вопросам, но поддерживал его военно-государственные предприятия. В октябре 1477 года благословил поход великого князя на Новгород.
В 1487 году новгородский архиепископ Геннадий доносил великому князю и митрополиту об открытой им «ереси жидовствующих», но никаких серьёзных мер принято тогда не было.
Скончался 28 мая [6 июня] 1489 года, погребён в Успенском соборе Московского Кремля.
Написанные им несколько грамот и посланий не имели успеха, так как не отличались ни глубиною мысли, ни красноречием.
3 февраля 2016 года решением Архиерейского собора Русской православной церкви был канонизирован для общецерковного почитания в числе других подвижников, которые почитались, но не были прославлены общецерковно.